# Karivali
Karivali es una  ciudad censal situada en el distrito de Thane en el estado de Maharashtra (India). Su población es de 12907 habitantes (2011). Se encuentra a 5 km de Thane y a 47 km de Bombay, de cuya área metropolitana forma parte.

## Demografía
Según el censo de 2011 la población de Karivali era de 12907 habitantes, de los cuales 9017 eran hombres y 3890 eran mujeres. Karivali tiene una tasa media de alfabetización del 77,41%, inferior a la media estatal del 82,34%: la alfabetización masculina es del 81,45%, y la alfabetización femenina del 66,95%.